# 金东河
金东河（韓語：김동하，1995年12月22日—，游戏ID：Khan），韩国《英雄联盟》电子竞技运动员，曾任SK Telecom T1、FunPlus Phoenix、DWG KIA上路选手，英雄联盟2021赛季全球总决赛亚军成员。